# Umarga
Umarga là một thành phố và là nơi đặt hội đồng đô thị (municipal council) của quận Osmanabad thuộc bang Maharashtra, Ấn Độ.

## Địa lý
Umarga có vị trí 17°50′B 76°37′Đ / 17,83°B 76,62°Đ Nó có độ cao trung bình là 572 mét (1876 feet).

## Nhân khẩu
Theo điều tra dân số năm 2001 của Ấn Độ, Umarga có dân số 30.183 người. Phái nam chiếm 52% tổng số dân và phái nữ chiếm 48%. Umarga có tỷ lệ 67% biết đọc biết viết, cao hơn tỷ lệ trung bình toàn quốc là 59,5%: tỷ lệ cho phái nam là 75%, và tỷ lệ cho phái nữ là 58%. Tại Umarga, 15% dân số nhỏ hơn 6 tuổi.